# Stará rychta – Havelská brána
Bývalá Stará rychta a Havelská brána je původem gotický měšťanský dům čp. 404/I na nároží Rytířské ulice 12 a ulice Na můstku v Praze na Starém Městě. Od roku 2003 slouží z větší části Hygienické stanici hl. m. Prahy. 
Od roku 1964 je dům zapsán do státního seznamu kulturních památek.

## Historie
Dům s věží vznikl nad příkopem opevnění Havelského města a Starého Města, sloužil jako rychta a byl součástí městské brány. První písemná zpráva zaznamenala dům na Novém, to jest Havelském tržišti (in Novo foro) v letech 1357–1360, kdy jej vlastnil Bořita/Worschuta a po něm zakoupil dvorec pro svého bratra biskup mindenský. V roce 1364 je charakterizován proti domu Matěje od věže a mezi lety 1409–1428 jako rychtářův dům, dvorec či věž. Východní křídlo domu bylo přistavěno v letech 1490–1494. Od roku 1549 zde sídlil apelační soud. V přízemí byly krámce a sklady pláten, lékárna a vinný šenk (od roku 1687 pivnice). Po bělohorské bitvě byl dům zkonfiskován pro město, které jej pronajímalo migrujícím divadelním společnostem italským i německým k jejich představením. Rozsáhlé prostory sloužily také jako sklady zboží. Dům měl ve sklepě vězení, v němž se i po jeho zrušení ještě roce 1817 dochovaly klády, řetězy a železné kruhy.
V současnosti slouží přízemí restauracím a cestovní agentuře, v patrech bydlí nájemníci, ale z větší části dům od roku 2003 slouží Hygienické stanici hl. m. Prahy. 

## Popis
Nejstarší osídlení je doloženo archeologickým nálezem fragmentu románského zdiva ve sklepě domu, souvisí se založením Havelského města v letech 1232–1234 králem Václavem I. Pravděpodobně již tehdy byl nárožní dům s věží úřadem staré rychty. K tomuto domu byla při opevňování Starého Města koncem 13. století přistavěna zadní (jižní) budova, označovaná jak Havelská brána. Po založení Nového Města byla zrušena. 
Po zásadní renesanční přestavbě kolem roku 1588 zde bydlel primátor Václav Krocín z Drahobejle. Dům získal nynější renesanční portál z pískovce. Dvojice jónských sloupů nese překlad s vyloženou profilovanou římsou. Na římce býval nápis Senatus populusque Urbis Veteropragensis hac aedes posteritati renovat.  Fasádu zdobila sgrafita, údajně s výjevem pronásledování křesťanů pohany v čele s kněžnou Drahomírou, sgrafita měla být při klasicistní obnově domu roku 1782 zabílena. V průjezdu jsou renesanční křížové klenby s výraznými hřebínky a renesanční portálek bez vrat. Architekt Ignác Palliardi přestavěl dům na nájemní obytný: zvýšil západní křídlo, do dvora na třetí straně přistavěl pavlače a upravil uliční fasádu do tří symetrických dílů; pětiosý střední rizalit je završený trojúhelným štítem (v němž podle Langweilova modelu Prahy býval plastický staroměstský znak), postranní fasády jsou s mansardovými okénky. Do ulice Na můstku má dům 9 okenních os.
Čtyřkřídlý hloubkově řešený dům má obdélný dvůr, na jižní (zadní) straně cenné barokní arkády, na dvou protilehlých stranách jsou architektonicky rovněž cenné pavlače nesené kamennými krakorci.

## Galerie

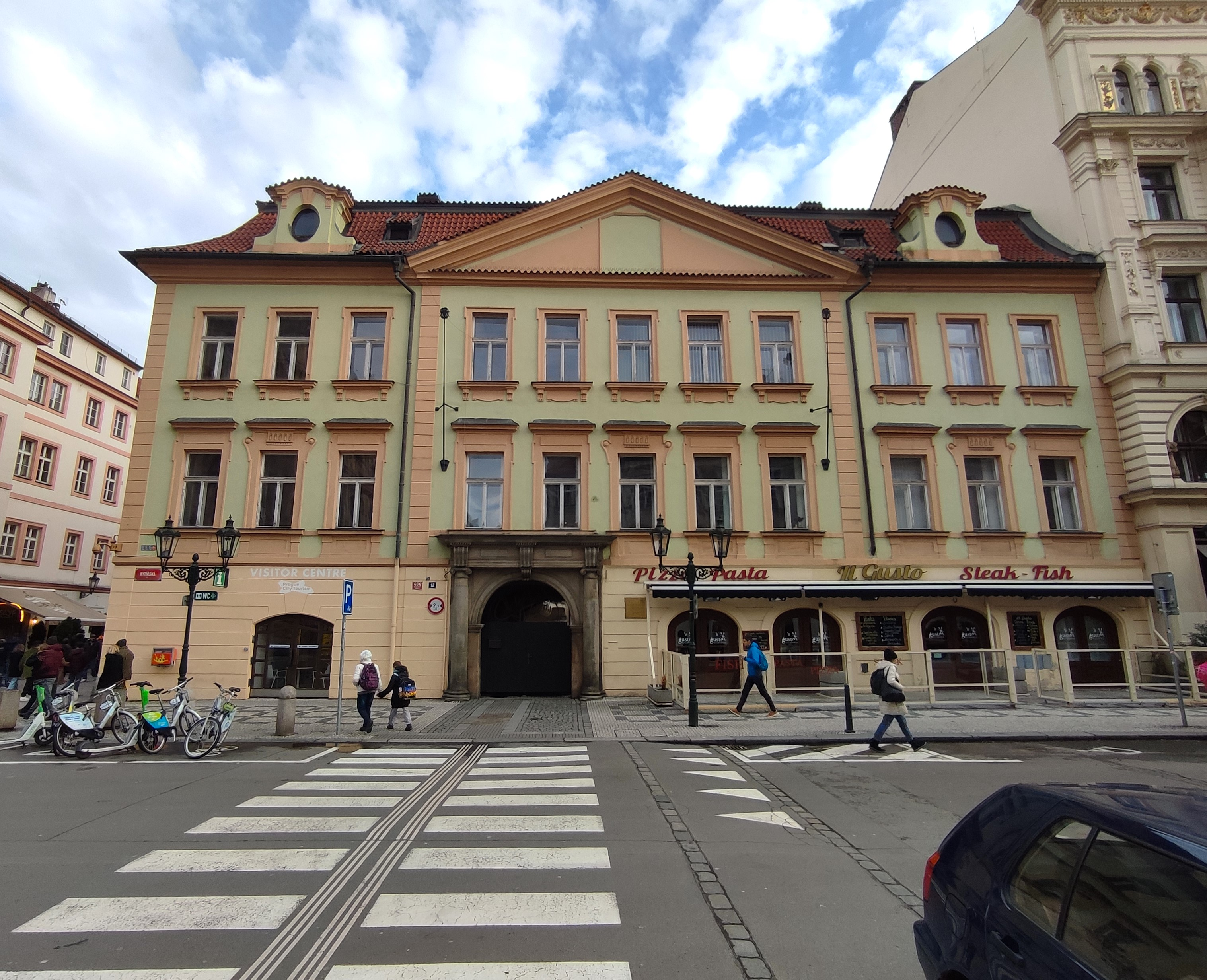
Pohled přes Rytířskou ulici
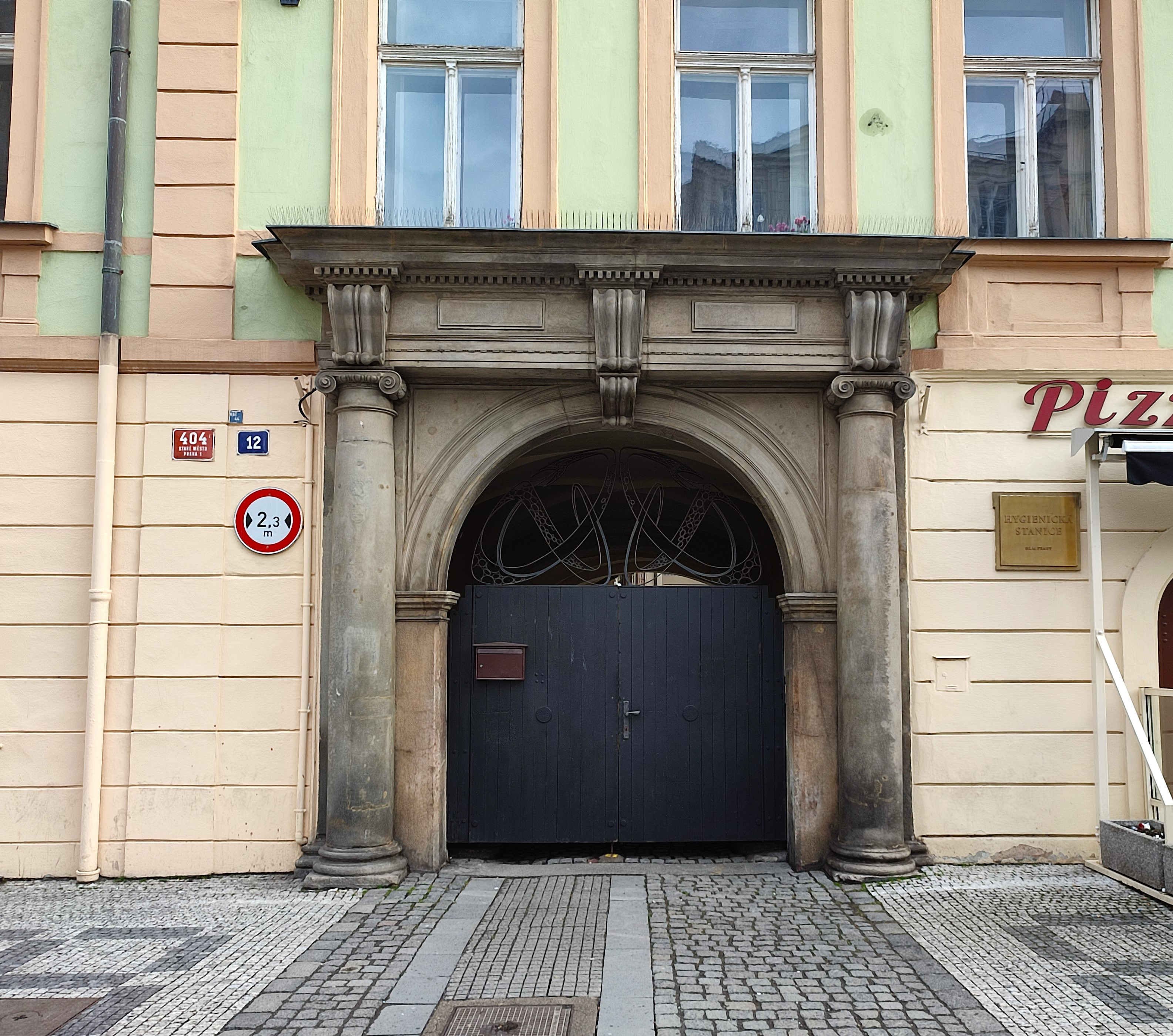
Vstupní portál
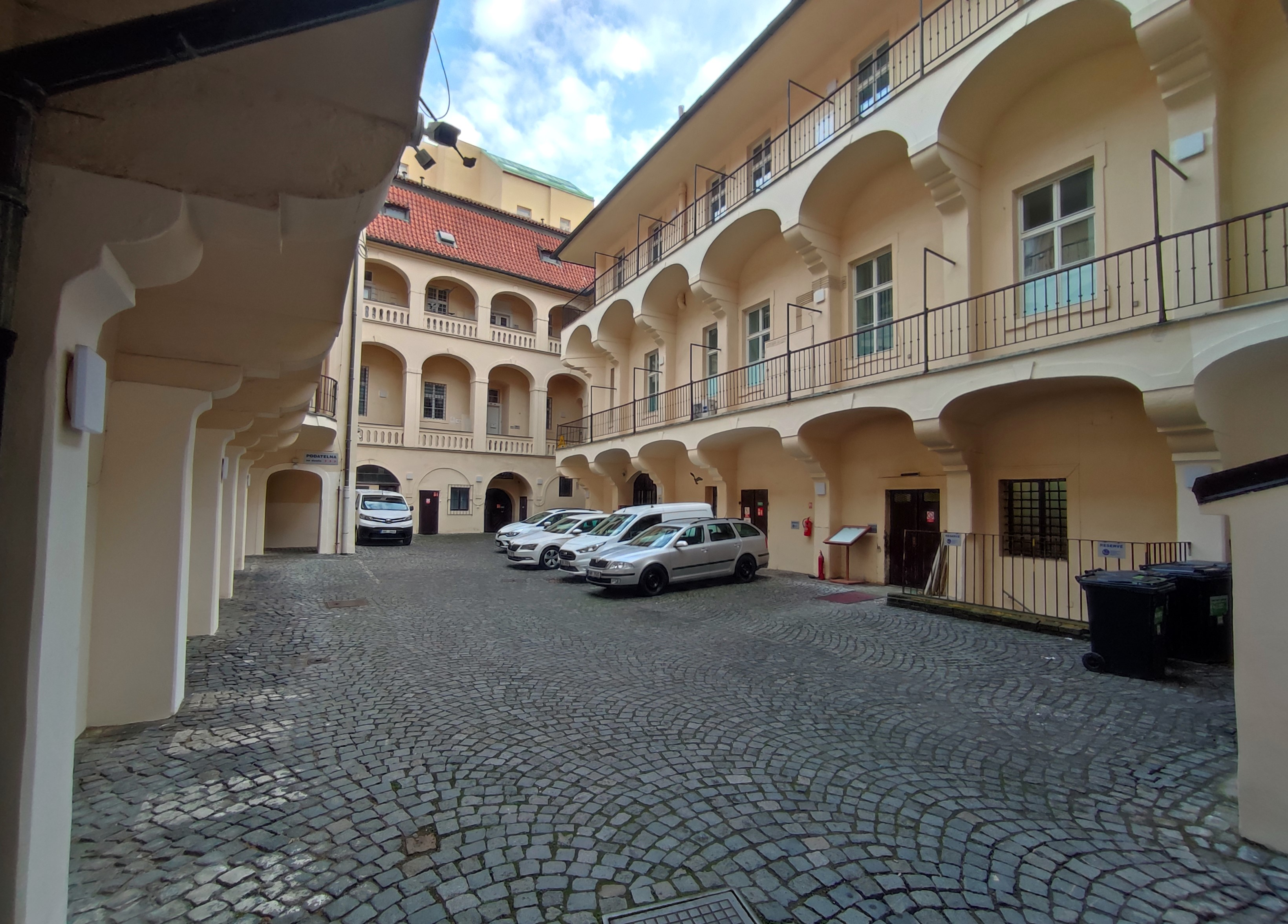
Dvorní křídla domu
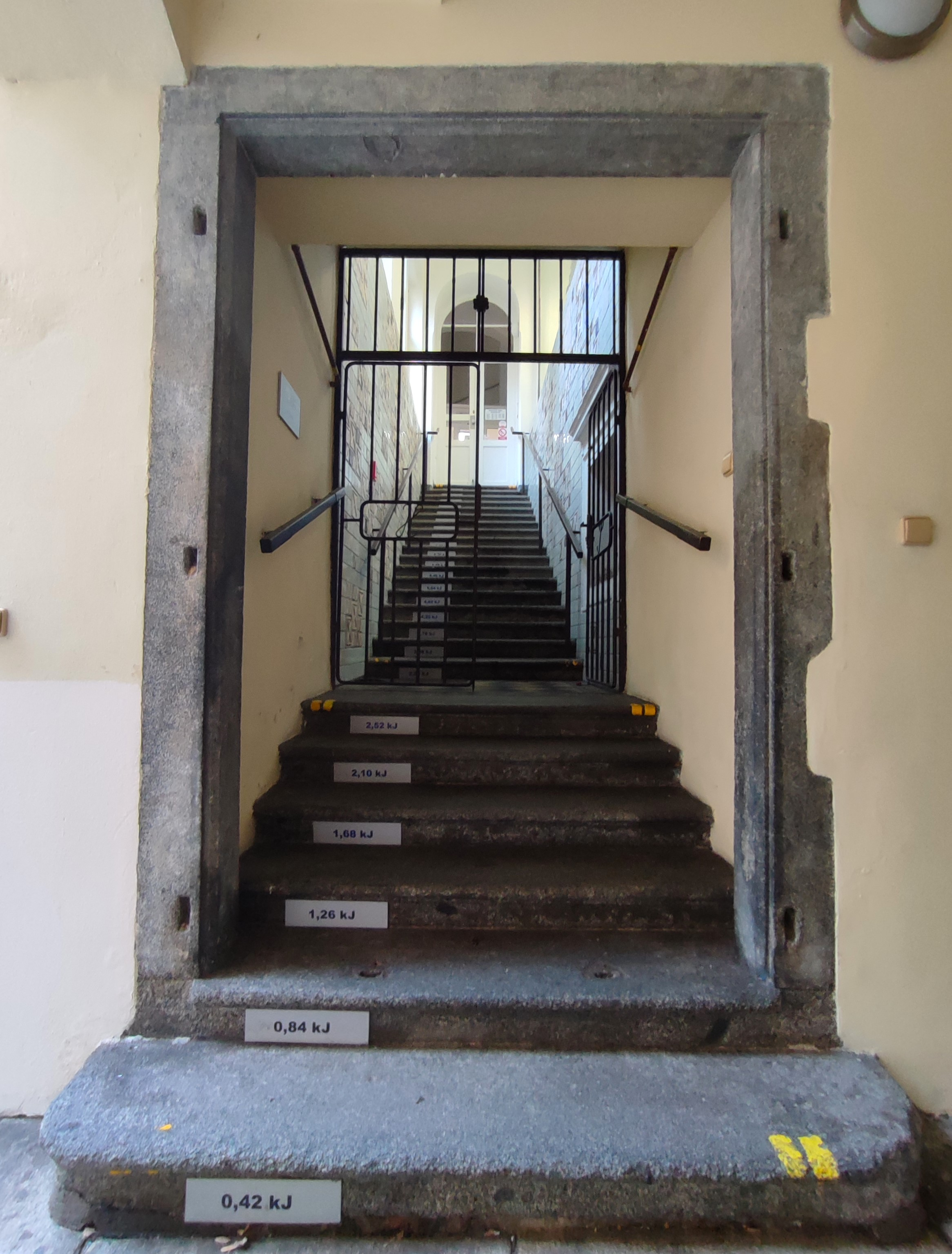
Renesanční schodiště